# Rolf Løvland
Rolf Undsæt Løvland (nascut el 19 d'abril de 1955 a Kristiansand) és un músic i compositor noruec. Va compondre els dos primers temes guanyadors del Festival de la Cançó d'Eurovisió per a Noruega: «La det swinge» el 1985, i «Nocturne» el 1995.Loveland ha escrit diverses cançons conegudes, de les quals «You Raise Me Up» ha estat la que ha tingut un major èxit. Løvland va rebre el premi honorífic del jurat dels Spellemannprisen el 1985 i el premi de la indústria dels Spellemannprisen el 2007. El 2006 va escriure la música per a la pel·lícula The Mermaid Chair', i junt amb Fionnuala Sherry constitueixen el duet Secret Garden.

## Història
Rolf Løvland té els seus orígens musicals a la comunitat gospel del sud de Noruega. Ha estudiat al Conservatori de Música de Kristiansand i a la Universitat d'Oslo.
El primer LP amb les seves composicions es titulava En dag i es va llançar el 1976. El 1984 va produir el debut discogràfic per a Bobbysocks, després de treballar en projectes discogràfics amb Terje Formoe i Trond Granlund. Posteriorment va arranjar discos amb, entre d'altres, Jahn Teigen, Tor Endresen i Kate Gulbrandsen.

### Melodi Grand Prix i Festival de la Cançó d'Eurovisió
Løvland fou un compositor de Melodi Grand Prix per primer cop el 1982, quan va escriure la cançó «Kom heim» interpretada per Bo, amb text de Terje Formoe.La contribució va arribar al vuitè lloc a la final noruega.
El seu primer èxit del Melodi Grand Prix va arribar tres anys després amb «La det swinge» de Bobbysock. La cançó va guanyar la final noruega i després va guanyar el Festival d'Eurovisió el 1985. Aquesta va ser la primera victòria de Noruega a la competició, i Løvland i Bobbysocks van rebre el premi honorífic del jurat del premi Spellemann el 1985.
El 1987 va tornar a guanyar la final noruega amb la cançó «Mitt liv», interpretada per Kate Gulbrandsen i amb lletra de Hanne Krogh. La cançó va ocupar el novè lloc al Festival d'Eurovisió. Rolf Løvland també va fer les contribucions «Radio Luxembourg (Tor Endresen el 1992) i «Hva» (Tor Endresen el 1993).
La cançó «Duett» amb Elisabeth Andreassen i Jan Werner Danielsen van guanyar la final noruega el 1994. La contribució va ocupar el sisè lloc al Festival d'Eurovisió el 1994. L'any següent, Løvland va obtenir la segona victòria de Noruega al Festival d'Eurovisió amb la cançó «Nocturne»,, interpretada per Secret Garden.
Løvland també va escriure text i melodia per a «The Touch», amb la qual Maria Arredondo va guanyar les semifinals del Melodi Grand Prix el 2010.

### Secret Garden
El 1994, Rolf Løvland i la violinista Fionnuala Sherry van formar el grup Secret Garden. Van participar i van guanyar el [Melodi Grand Prix del 1995 amb la cançó «Nocturne» - amb lletra de Petter Skavlan. La cançó després va guanyar el Festival d'Eurovisió i va ser la segona victòria de Noruega a la competició.
Løvland també ha compost la cançó "You Raise Me Up" que, entre d'altres, han interpretat Secret Garden, Josh Groban, Paul Potts i Westlife. La cançó és probablement l'èxit més gran d'un compositor noruec i ha venut al voltant de 100 milions d'exemplars a tot el món des del seu primer llançament el 2001.
Secret Garden ha llançat diversos àlbums des dels seus inicis i el duo va marcar el seu vintè aniversari amb un concert a la sala de concerts Kilden a la ciutat natal de Løvland, Kristiansand, el 2015.